# David Draiman
David Michael Draiman (Brooklyn, 13 maart 1973) is een Amerikaans zanger en songwriter, vooral bekend als de frontman van de heavy-metalband Disturbed.

## Biografie

### Jeugd en opleiding (1973-1995)
David Draiman werd op 13 maart 1973 geboren in Brooklyn, New York en groeide op in een orthodox Joods gezin. Toen hij drie was, verhuisde zijn familie naar Chicago. Hij ging naar orthodoxe Joodse scholen en bestudeerde de Thora, maar besloot uiteindelijk een andere weg in te slaan. Na highschool studeerde hij een jaar in Israël. In 1992 keerde hij terug naar de Verenigde Staten waar hij een rechtenstudie afrondde.

### Disturbed (1996-heden)
Draiman sloot zich in 1996 aan bij Disturbed, ter vervanging van de oorspronkelijke zanger. De band behaalde succes met hun debuutalbum The Sickness uit 2000. Het nummer "Down with the Sickness" werd een van Disturbed's bekendste nummers en vestigde Draiman's krachtige zangstijl. In 2006 werd Draiman door het Amerikaanse tijdschrift Hit Parader uitgeroepen tot een van de 100 beste metalzangers aller tijden.
Na The Sickness bracht Disturbed de albums Believe (2002), Ten Thousand Fists (2005), Indestructible (2008), Asylum (2010), Immortalized (2015), Evolution (2018) en Divisive (2022) uit.

### Device (2012-2014)
Tijdens een pauze van Disturbed na 2011 vormde Draiman de industrial-metalband Device. De band bracht in 2013 hun titelloze debuutalbum uit met samenwerkingen met verschillende bekende muzikanten, waaronder Geezer Butler (Black Sabbath), Tom Morello (Rage Against the Machine) en Serj Tankian (System of a Down). Device werd in 2014 ontbonden nadat Disturbed herenigd was.

## Andere projecten en samenwerkingen
Gedurende zijn carrière heeft Draiman samengewerkt met verschillende artiesten en bands. Hij maakte gastoptredens op nummers van artiesten zoals Megadeth, Breaking Benjamin en In This Moment.

## Discografie
Met Disturbed
- The Sickness, 2000
- Believe, 2002
- Ten Thousand Fists, 2005
- Indestructible, 2008
- Asylum, 2010
- The Lost Children, 2011
- Immortalized, 2015
- Evolution, 2018
- Divisive, 2022

Met Device
- Device, 2013

- International Standard Name Identifier: 0000 0000 3615 0861
- Library of Congress Control Number: n2006052217
- MusicBrainz: 02c1219a-3cb8-4644-abbb-f6129e6909ba
- Virtual International Authority File: 53578013